# Prix Herralde
Le prix Herralde, est une récompense littéraire décernée chaque année en Espagne depuis 1983 sur proposition de la maison éditoriale Anagrama à un ouvrage inédit en langue espagnole. Le prix prend le nom du fondateur de la maison d'édition, Jorge Herralde.
Récompense importante en Espagne, le lauréat se voit doté d'un prix de 18 000 € et de la publication du roman par la maison d'édition.

## Jury
Depuis 2017, le jury est intégré par les écrivains Gonzalo Pontón Gijón, Marta Sanz, Juan Pablo Villalobos et un membre de l'équipe de la maison éditoriale. De plus, un libraire différent est invité chaque année.

## Lauréats
- 1983 : El héroe de las mansardas de Mansard, d'Álvaro Pombo García de los Ríos ( Espagne)
- 1984 : El desfile del amor, de Sergio Pitol ( Mexique)
- 1985 : El silencio de las sirenas, d'Adelaida García Morales ( Espagne)
- 1986 : El hombre sentimental, de Javier Marías ( Espagne)[4]
- 1987 : Diario de un hombre humillado, de Félix de Azúa ( Espagne)
- 1988 : La Quincena Soviética, de Vicente Molina Foix ( Espagne)
- 1989 : La gran ilusión, de Miguel Sánchez-Ostiz ( Espagne)
- 1990 : Accidentes íntimos, de Justo Navarro ( Espagne)
- 1991 : La historia más triste, de Javier García Sánchez ( Espagne)
- 1992 : El sueño de Venecia, de Paloma Díaz-Mas ( Espagne)
- 1993 : Aves de paso, de José Mª Riera de Leyva ( Espagne)
- 1994 : La historia del silencio, de Pedro Zarraluki ( Espagne)
- 1994 : La ciudad doble, de Carlos Perellón ( Espagne)
- 1995 : Un mundo exasperado, de José Ángel González Sainz ( Espagne)
- 1996 : Las bailarinas muertas, d'Antonio Soler ( Espagne)
- 1997 : La noche es virgen, de Jaime Bayly ( Pérou)
- 1998 : Los detectives salvajes, de Roberto Bolaño ( Chili)
- 1999 : París, de Marcos Giralt Torrente ( Espagne)
- 2000 : Los dos Luises, de Luis Magrinyà ( Espagne)
- 2001 : Últimas noticias de nuestro mundo, d'Alejandro Gándara ( Espagne)
- 2002 : El mal de Montano, d'Enrique Vila-Matas ( Espagne)
- 2003 : El pasado, d'Alan Pauls ( Argentine)
- 2004 : El testigo, de Juan Villoro ( Mexique)
- 2005 : La hora azul, d'Alonso Cueto ( Espagne)
- 2006 : La enfermedad, d'Alberto Barrera Tyszka ( Venezuela)
- 2007 : Ciencias morales, de Martín Kohan ( Argentine)
- 2008 : Casi nunca, de Daniel Sada ( Mexique)
- 2009 : La vida antes de marzo, de Manuel Gutiérrez Aragón ( Espagne)
- 2010 : Tres ataúdes blancos, d'Antonio Ungar ( Colombie)
- 2011 : Los Living, de Martín Caparrós ( Argentine)
- 2012 : Karnaval, de Juan Francisco Ferré ( Espagne)
- 2013 : Muerte súbita, d'Álvaro Enrigue ( Mexique)
- 2014 : Después del invierno, de Guadalupe Nettel ( Mexique)
- 2015 : Farándula, de Marta Sanz ( Espagne)
- 2016 : No voy a pedirle a nadie que me crea, de Juan Pablo Villalobos ( Mexique)
- 2017 : República luminosa, d'Andrés Barba ( Espagne)
- 2018 : Lectura fácil, de Cristina Morales ( Espagne)
- 2019 : Nuestra parte de noche, de Mariana Enríquez ( Argentine)
- 2020 : Cien noches, de Luisgé Martín ( Espagne)
- 2021 : El año del Búfalo, de Javier Pérez Andújar ( Espagne)
- 2022 : Non remis, faute de consensus[5]
- 2023 : El desierto blanco, de Luis López Carrasco ( Espagne)
- 2024 :
  - Clara y confusa, de Cynthia Rimsky (es) ( Chili)
  - Los hechos de Key Biscayne, de Xita Rubert (es) ( Espagne)

## Prix par pays
- Espagne : 28
- Mexique : 6
- Argentine : 4
- Pérou : 2
- Chili : 2
- Colombie : 1
- Venezuela : 1